# Siggerud
Siggerud är en tätort och kyrkby i Nordre Follo kommun i Akershus fylke i sydöstra Norge. Orten ligger där fylkesväg 1375 möter fylkesväg 1380, nordöst om kommunens centralort Ski. Här finns Siggeruds kyrka. Den 1 januari 2022 hade tätorten 1 493 invånare.
Tidigare har orten tillhört dåvarande Ski kommun.